# Larva (Jaén)
Larva és un petit municipi de la província de Jaén (Espanya), enclavat en la comarca de Sierra Mágina. Limita a l'est amb el municipi de Quesada, del que va formar part fins a la seva segregació el 1924, i a l'oest amb el municipi de Cabra del Santo Cristo. La població de Larva es troba als peus de la serra del mateix nom.